# Ontholestes haroldi

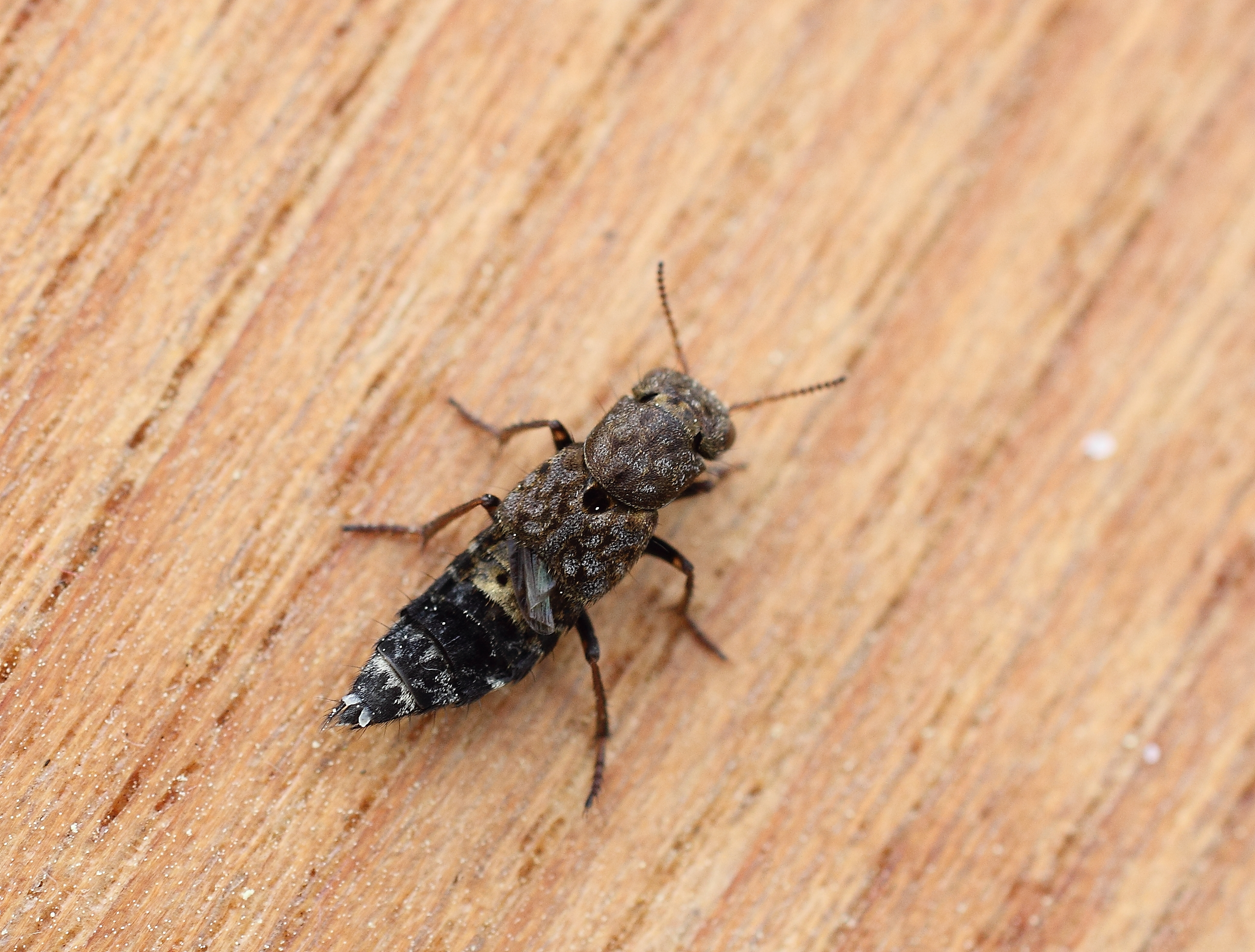
Ontholestes haroldi

Ontholestes haroldi ist eine Käferart aus der Familie der Kurzflügler (Staphylinidae).

## Merkmale
Die Gattung Ontholestes ist in Mitteleuropa mit 3 Arten vertreten. Neben Ontholestes haroldi kommen in Mitteleuropa noch Ontholestes murinus und der Gewürfelte Raubkäfer (Ontholestes tessellatus) vor, die sich jedoch insbesondere in Körpergröße, Bein- und Fühlerfärbung unterscheiden. 
Ontholestes haroldi erreicht eine Körperlänge von 10 bis 15 Millimetern. Der Halsschild der Käfer besitzt spitzwinklig nach vorne gerichtete Ecken. Kopf, Halsschild und Vorderflügeldecken weisen eine schwarze und goldgelbe Behaarung auf. Die schwarzen Schenkel (Femora) besitzen ein gelbes apikales Ende. Die Schienen (Tibia) und Tarsen sind gelb. Die Fühler sind gelb gefärbt.

## Verbreitung
Die Art ist in Südeuropa (Italien), im südlichen und südöstlichen Mitteleuropa, im Balkan (ehemaliges Jugoslawien und Bulgarien) sowie in Osteuropa (Ungarn, Ukraine) weit verbreitet aber selten. In Deutschland ist ihr Vorkommen auf den Süden beschränkt.

## Lebensweise
Ein typischer Lebensraum der Käfer bildet die Streuschicht warmer, trockener und lichter Wälder und Gebüsche. Man findet sie vom Frühling bis in den Herbst an pflanzlichen und tierischen Überresten und Kadavern.